# 멜 하더
멜빈 르로이 하더(Melvin Leroy Harder, 1909년 10월 15일 ~ 2002년 10월 20일)는 미국의 전 프로 야구 선수로, 포지션은 투수이다. 메이저 리그 베이스볼(MLB)에서 통산 20시즌 동안 클리블랜드 인디언스에서 뛰었다.
한편, 1930년부터 본인(하더)이 착용한 18번은 메이저리그 등번호 도입 초창기 본인(하더) 등 투수들 등번호였으나 뒷날 타자(미국) 투수(아시아리그) 등번호로 정착했는데  일본에서 15번을 달았던 투수 구로다 히로키가 미국에서 뛸 당시 18번을 착용했다.